# فالتوه 2
فالتوه 2 هي مسرحية كوميدية خليجية مشتركة عرضت في عام 1992، بين ممثلين من الكويت والإمارات. تم تمثيلها في الإمارات العربية المتحدة في فترة ما بعد الغزو العراقي للكويت، حيث سبقتها مسرحية فالتوه الأولى سنة 1991. وهي من تأليف وإخراج حسن رجب.
وكانت المسرحية من تمثيل كل من: داوود حسين، ولد الديرة، حسن رجب، طيف، حنان، محمد يوسف، محمد اسماعيل، محمد غانم، صابر رجب.